# Eric Dier
Eric Jeremy Edgar Dier (n. 15 ianuarie 1994, Cheltenham, Anglia, Regatul Unit) este un fotbalist britanic, care joacă pe post de mijlocaș defensiv sau fundaș la Monaco în Ligue 1. Pe plan internațional, are prezențe la națională pentru Anglia U18⁠(d), Anglia U19⁠(d), Anglia U20⁠(d), Anglia U-21⁠(d) și Anglia..